# Sønder Rubjerg
Sønder Rubjerg er en landsby i det vestlige Vendsyssel med 202 indbyggere i byområdet (2022). Sønder Rubjerg er beliggende i Rubjerg Sogn syv kilometer nordøst for Løkken og 13 kilometer sydvest for Hjørring. Byen ligger i Region Nordjylland og hører til Hjørring Kommune.
Fem kilometer nord for Sønder Rubjerg ligger Rubjerg Knude.